# گمینا پونگسک
گمینا پونگسک (به لهستانی:  Gmina Puńsk) یک گمینا در لهستان است که در شهرستان سین واقع شده‌است. گمینا پونگسک ۱۳۸٫۳۷ کیلومتر مربع مساحت و ۴٬۴۱۹ نفر جمعیت دارد.